# 沃尔夫冈·施特雷克
沃尔夫冈·施特雷克（德語：[ʃtʀeːk]，1946年10月27日—）是一位德国经济社会学家，马克斯·普朗克社会研究所前主任，主要作品有《购买时间：资本主义民主国家如何拖延危机》（Gekaufte Zeit: Die vertagte Krise des demokratischen Kapitalismus）等。